# Alessandro d'Ancona
Alessandro d'Ancona (Pisa, 1835 — Florència, 1914) va ser un crític i historiador de la literatura italià.
Va dirigir el diari “La Nazione” i va ser professor de literatura a la Universitat de Pisa (1860) i va esdevenir un dels crítics més importants del seu temps.

## Obres
- Sacre rappresentazioni dei secoli XIV-XVI (1873)
- Le origini del teatro in Italia (1877)
- La poesia popolare italiana (1878)
- Scritti danteschi (1913)